# 미국의 역사 (2008년~현재)
2008년 주택 거품이 꺼지면서 대침체가 온 이후의 미국이다 이 시기에 대안우파가 부상하여 사회갈등 요소가 되었다.

## 같이 보기
- 버락 오바마 행정부
- 조 바이든 행정부
- 분류:2000년대 미국
- 분류:2010년대 미국
- 분류:2020년대 미국